# 1re soirée des prix Jutra
La 1re soirée des prix Jutra, récompensant les films québécois sortis en 1998, a lieu le 7 mars 1999 et est diffusée sur les ondes de TVA en direct du Théâtre Saint-Denis à Montréal.

## Déroulement
Le gala est animé par Rémy Girard.

## Palmarès
Les lauréats sont indiqués ci-dessous en premier de chaque catégorie et en gras.

### Meilleur film
- Le Violon rouge
  - 2 secondes
  - Nô
  - Un 32 août sur terre

### Meilleure réalisation
- François Girard pour Le Violon rouge
  - Manon Briand pour 2 secondes
  - Robert Lepage pour Nô
  - Denis Villeneuve pour Un 32 août sur terre

### Meilleur acteur
- Alexis Martin pour Un 32 août sur terre
  - Marc Messier pour Les Boys II
  - Marcel Sabourin pour Aujourd'hui ou jamais
  - Dino Tavarone pour 2 secondes

### Meilleure actrice
- Pascale Montpetit pour Le Cœur au poing
  - Sylvia Chang pour Le Violon rouge
  - Charlotte Laurier pour 2 secondes
  - Ginette Reno pour C't'à ton tour, Laura Cadieux

### Meilleur acteur de soutien
- Colm Feore pour Le Violon rouge
  - Claude Blanchard pour Aujourd'hui ou jamais
  - Denis Bouchard pour C't'à ton tour, Laura Cadieux
  - Rémy Girard pour Les Boys II

### Meilleure actrice de soutien
- Anne-Marie Cadieux pour Le Cœur au poing
  - Micheline Lanctôt pour Aujourd'hui ou jamais
  - Monique Mercure pour Le Violon rouge
  - Sonia Vachon pour C't'à ton tour, Laura Cadieux

### Meilleur scénario
- François Girard et Don McKellar pour Le Violon rouge
  - Manon Briand pour 2 secondes
  - Robert Lepage et André Morency pour Nô
  - Denis Villeneuve pour Un 32 août sur terre

### Meilleure direction artistique
- François Séguin et Renée April pour Le Violon rouge
  - Stéphane Roy, Daniel Hamelin et Helen Rainbird pour C't'à ton tour, Laura Cadieux
  - Stéphane Roy et Nicoletta Massone pour Kayla (en)
  - Monique Dion, C. Jacques, Jean Le Bourdais pour Nô

### Meilleure direction de la photographie
- Alain Dostie pour Le Violon rouge
  - Pierre Letarte pour L'Âge de braise
  - Pierre Mignot pour Nô
  - André Turpin pour Un 32 août sur terre

### Meilleur montage
- Gaëtan Huot pour Le Violon rouge
  - Richard Comeau pour 2 secondes
  - Aube Foglia (en) pour Nô
  - Sophie Leblond pour Un 32 août sur terre

### Meilleur son
- Claude La Haye, Marcel Pothier, Hans Peter Strobl et Guy Pelletier pour Le Violon rouge
  - Yvon Benoît, Martin Pinsonnault, Hans Peter Strobl et Louis Hone pour 2 secondes
  - Serge Beauchemin, Viateur Paiement et Louis Gignac pour C't'à ton tour, Laura Cadieux
  - Michel Charron, Claude Beaugrand et Hans Peter Strobl pour Le Cœur au poing

### Meilleure musique originale
- John Corigliano pour Le Violon rouge
  - Pierre Desrochers et Nathalie Boileau pour Un 32 août sur terre
  - François Dompierre pour C't'à ton tour, Laura Cadieux
  - Richard Grégoire et Y. Desrosiers pour Le Cœur au poing

### Meilleur documentaire
- Richard Desjardins et Robert Monderie pour L'Erreur boréale
  - Richard Lavoie pour Charles Daudelin
  - Lucie Ouimet et Catherine Larivain pour Dans la gueule de crocodile
  - Georges Dufaux pour Voyage illusoire

### Meilleur court métrage de fiction
- Jean-Marc Vallée pour Les Mots magiques
  - Gaëlle d'Ynglemare (en) pour Pas de deux sur chanson triste
  - Ghyslaine Côté pour Pendant ce temps... (en)
  - Carole Ducharme pour Straight from the Suburbs

## Prix spéciaux

### Jutra-Hommage
- Marcel Sabourin

### Billet d'or
- Les Boys